# Karn
Karn (dříve též carn [karn]) je stupněm svrchního triasu (útvar druhohor), který datujeme do doby od 227,0 do 237,77 milionu let před současností (s možnou chybou ±0,14 Ma). Stejnojmenný věk, ve kterém tyto horniny vznikaly, tedy trval téměř 11 milionů let.
Toto období bylo pojmenováno v roce 1869 J. Mojsisovicsem[zdroj?] podle historicko-geografického regionu Carnia v okolí Zuglia v severní Itálii.

## Význam

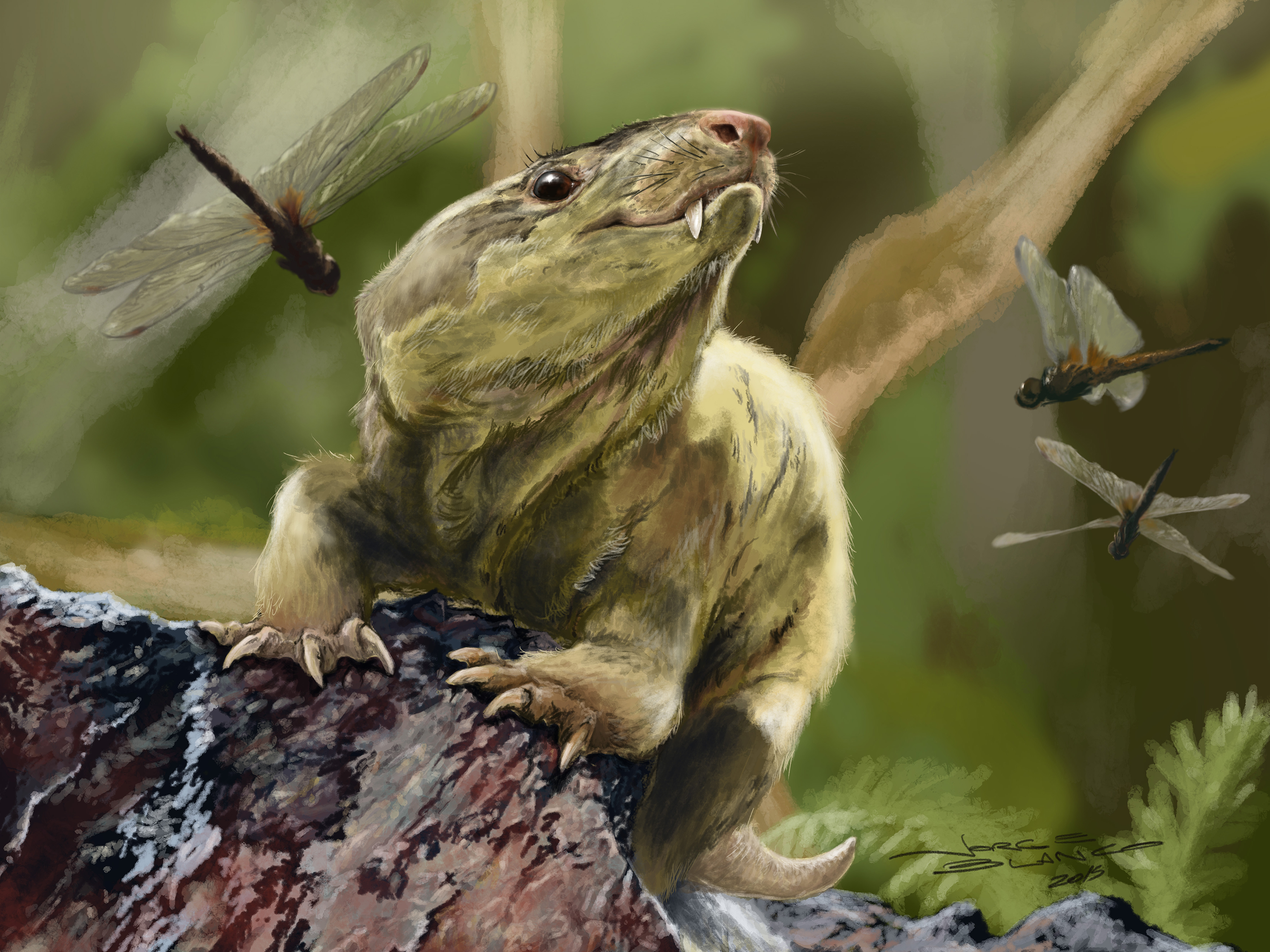
Kynodont rodu Bonacynodon, žijící v období karnu.

V tomto období se objevují první relativně dobře známí dinosauři (nebo vývojově pokročilí dinosauromorfové), jako je Staurikosaurus, Saturnalia, Eoraptor, Gnathovorax nebo Herrerasaurus z argentinského souvrství Ischigualasto a brazilského souvrství Santa Maria. První kosterní fosilie "pravých" dinosaurů jsou známé z doby před 234 až 231 miliony let. Ve skutečnosti nicméně první dinosauři vznikli již v období staršího geologického věku anis nebo ladin (asi před 247 až 237 miliony let).

## Události
V tomto období se odehrála tzv. karnská pluviální epizoda (asi před 237 až 227 miliony let), relativně výrazná změna klimatu, která mohla zasáhnout světové ekosystémy a vynést dinosaury do popředí evolučního vývoje. Po dlouhou dobu nebyl této události přisuzován dostatečně velký význam, v současnosti je ale zjevné, že se jednalo o přelomový okamžik v dějinách života na naší planetě. Nový výzkum mimo jiné ukazuje, že díky tomuto geologickému eventu (události) byl další vývoj přírody nasměrován k evolučně „moderním“ ekosystémům přibližně v té podobě, ve které je dnes známe.

## Dinosauři
Celkový přehled dinosaurů tohoto období:
- Azendohsaurus – spíše nedinosauří archosauromorf[7]
- Blikanasaurus (možná mladší, stupeň Nor)
- Eodromaeus
- Eoraptor
- Euskelosaurus (možná mladší, stupeň Nor)
- Guaibasaurus
- Herrerasaurus
- Chromogisaurus
- Pisanosaurus[8]
- Sanjuansaurus
- Teyuwasu